# 主题 (音乐)
在音乐中，主题是音乐发展的重要基础与核心。在音乐作品中，经常有一两个旋律（也可说是重要的乐思）具有特殊的音乐意义，表现内容也最具集中性。一般来说，乐曲的发展从内容到形式均以这些旋律为基础，我们常常把这样的旋律称为主题或副题。